# Piratas da Batucada (Macapá)
Associação Recreativa e Cultural Escola de Samba Piratas da Batucada (popularmente referida apenas como Piratão) é uma escola de samba do carnaval do Amapá. Com dezenove títulos (1987, 1988, 1989, 1990, 1991, 1993, 1994, 1997, 1998, 2000, 2001, 2002, 2004, 2006, 2009, 2015, 2020, 2023, 2024), a escola assume a segunda posição de maior vencedora do carnaval do Meio do Mundo.
Sua sede fica na Avenida Desidério Antônio Coelho, cidade de Macapá.

## História
A Piratas da Batucada foi criada em 1962, por um grupo de carnvalescos do bairro do Trem e teve seu nome inspirado no rótulo da garrafa do rum Montilla. Seus fundadores foram Jeconias Alves de Araújo, autor dos primeiros sambas da escola, Walber Damasceno Duarte, Zê, Antonio Pinheiro, conhecido como “Pancho”, todos sobre a liderança do artista plástico Raimundo Braga de Almeida, o R. Peixe.
A escola possui 17 títulos no carnaval amapaense: 1987, 1988, 1989, 1990, 1991, 1993, 1994, 1997, 1998, 2000, 2001, 2002, 2004, 2006, 2009 2010,, 2015 e 2020.

### Década de 2010
Em 2010 inicialmente foi declarada campeã junto com todas as demais cinco escolas do Grupo Especial, porém após a abertura dos envelopes, que lhe apontou como única campeã, acabou desclassificada pela liga por denúncias de corrupção, sendo assim rebaixada para o grupo de acesso. O resultado final não foi aceito pela Liga, que decidiu pela invalidação e posterior exclusão da Piratas da Batucada

## Segmentos

### Presidentes
| Presidentes          | Mandato       | Ref.  |
| -------------------- | ------------- | ----- |
| Gilson Garcia        | 2009          | [ 3 ] |
| Izauro Antônio Silva | ?–2014        | [ 1 ] |
| Marcelo Zona Sul     | 2014–2023     | [ 7 ] |
| Alex Pereira         | 2023–presente | [ 8 ] |

### Diretores
| Ano  | Diretor de Carnaval | Diretor geral de harmonia | Mestre de bateria   | Ref.  |
| ---- | ------------------- | ------------------------- | ------------------- | ----- |
| 2014 | Izauro Antônio      | Henagio Cesar             | Mistura e Renatinho | [ 1 ] |
| 2015 | Clovis Junior       | Alan Torres               | Mestre Renatinho    | [ 9 ] |

### Casal de Mestre-sala e Porta-bandeira
| Ano           | Nome                   | Ref.  |
| ------------- | ---------------------- | ----- |
| 2014-presente | Bosco e Geandra Bastos | [ 1 ] |

### Rainhas de bateria
| Período        | Nome            | Ref.        |
| -------------- | --------------- | ----------- |
| 2014--presente | Piedade Videira | [ 1 ] [ 9 ] |

## Carnavais
| Piratas da Batucada                                                                 | Piratas da Batucada                                                                 | Piratas da Batucada                                                                 | Piratas da Batucada | Piratas da Batucada                                                                 | Piratas da Batucada |  |
| Ano                                                                                 | Colocação                                                                           | Divisão                                                                             | Enredo | Carnavalesco                                                                        | Ref.                |  |
| ----------------------------------------------------------------------------------- | ----------------------------------------------------------------------------------- | ----------------------------------------------------------------------------------- | --- | ----------------------------------------------------------------------------------- | ------------------- |  |
| 1987                                                                                | Campeã                                                                              | Especial                                                                            | "Biroba, O Maquinista do Trem da Alegria" (Samba-enredo composto por Fernando Canto)                                                                       |                                                                                     | [ 10 ] [ 11 ]       |  |
| 1988                                                                                | Campeã                                                                              | Especial                                                                            | "Águas de Menino" |                                                                                     |                     |  |
| 1989                                                                                | Campeã                                                                              | Especial                                                                            | "O mundo maravilhoso de Alice" |                                                                                     |                     |  |
| 1990                                                                                | Campeã                                                                              | Especial                                                                            | "Amapá, o coração do norte" |                                                                                     |                     |  |
| 1991                                                                                | Campeã                                                                              | Especial                                                                            | "Meu Brasil Brasileiro" |                                                                                     |                     |  |
| 1992                                                                                | Vice-campeã                                                                         | Especial                                                                            | "Chuva, Dádiva da Natureza" (Samba-enredo composto por Preto Jóia e Djalma Branco)                                                                         |                                                                                     | [ 12 ]              |  |
| 1993                                                                                | Campeã                                                                              | Especial                                                                            | "O Negro que Veio da Várzea" |                                                                                     | [ 12 ]              |  |
| 1994                                                                                | Campeã                                                                              | Especial                                                                            | "Festa para um Rei Negro" |                                                                                     | [ 13 ]              |  |
| 1995                                                                                | Vice-campeã                                                                         | Especial                                                                            | |                                                                                     |                     |  |
| 1996                                                                                | 4.º lugar                                                                           | Especial                                                                            | O Fantástico Misticismo Negro do Candomblé (Samba-enredo composto por Ivo Cannuty)                                                                         |                                                                                     |                     |  |
| 1997                                                                                | Campeã                                                                              | Especial                                                                            | "Corpo de Mani, Dádiva de Tupã" (Samba-enredo composto por Dio, Magé, Ademar Carneiro)                                                                     |                                                                                     | [ 14 ]              |  |
| 1998                                                                                | Campeã                                                                              | Especial                                                                            | "Brilham Cinco Estrelas nas Terras Tucuju" |                                                                                     |                     |  |
| 1999                                                                                | Vice-campeã                                                                         | Especial                                                                            | "Uma Viagem Fantástica ao Imaginário Planeta Amapari" (Samba-enredo composto por Dio, Magé, Ademar Carneiro)                                               |                                                                                     | [ 15 ]              |  |
| 2000                                                                                | Campeã                                                                              | Especial                                                                            | "Miscigenação e Progresso" (Samba-enredo composto por Dio, Magé, Ademar Carneiro)                                                                          |                                                                                     |                     |  |
| 2001                                                                                | Campeã                                                                              | Especial                                                                            | "Camisa 10, a Trajetória de um Vencedor" |                                                                                     |                     |  |
| 2002                                                                                | Campeã                                                                              | Especial                                                                            | "Meu Berço na Zona Sul é o Coração Desta Terra Tucuju" |                                                                                     |                     |  |
| 2003                                                                                | 3.° lugar                                                                           | Especial                                                                            | "O Fascinante Santuário da Mãe Natureza" |                                                                                     |                     |  |
| 2004                                                                                | Campeã                                                                              | Especial                                                                            | "Uma Luz para o Norte, Sonhos e Realidade de um Visionário Iluminado"                                                                                      |                                                                                     |                     |  |
| Não ocorreu desfile em 2005.                                                        |                                                                                     |                                                                                     | |                                                                                     |                     |  |
| 2006                                                                                | Campeã                                                                              | Especial                                                                            | "Na Viagem a Amargura, na Bagagem a Cultura, Bievenue à Paris Tropical, no Esplendor do Carnaval"                                                          |                                                                                     |                     |  |
| 2007                                                                                | 3.° lugar                                                                           | Especial                                                                            | "No Universo da Comunicação, Sou Mensageiro da Emoção" (Samba-enredo composto por Tiãozinho da Mocidade, Felipe Silva)                                     |                                                                                     |                     |  |
| 2008                                                                                | 3.° lugar                                                                           | Especial                                                                            | "Luz do Sol Que Reluz é Ouro, Macapá no Meio do Mundo o Pirata Encontra o Tesouro" (Samba-enredo composto por Luizinho Andanças)                           |                                                                                     |                     |  |
| 2009                                                                                | Campeã                                                                              | Especial                                                                            | "Da Fortaleza de Macapá ao Cristo Redentor: Piratão e Beija-Flor, Uma Maravilhosa História de Amor" (Samba-enredo composto por Dio, Magé, Ademar Carneiro) |                                                                                     |                     |  |
| 2010                                                                                | Campeã                                                                              | Especial                                                                            | "Vencendo a Marola, no Mercado da Vida e na Avenida, a Competência Deita e Rola" (Samba-enredo composto por Robson do Cavaco, Ademar Carneiro, Beneinho)   |                                                                                     | [26]                |  |
| Não ocorreu desfile em 2011.                                                        |                                                                                     |                                                                                     | |                                                                                     |                     |  |
| 2013                                                                                | 4.º lugar                                                                           | Especial                                                                            | "Janary, Sonhos e amores do mito caboclo" (Samba-enredo composto por Illan do Laguinho, Leandro Thomaz)                                                    |                                                                                     |                     |  |
| 2014                                                                                | 3.° lugar                                                                           | Especial                                                                            | "Piratão: 40 anos de glória e superação, o renascimento de um campeão" (Samba-enredo composto por Dio, Ademar Carneiro)                                    | Paulo Rodrigues                                                                     | [ 1 ]               |  |
| 2015                                                                                | Campeã                                                                              | Especial                                                                            | "Quem conta um conto, aumenta um ponto" (Samba-enredo composto por Fadico, Jorge Aila e Clovis Jr)                                                         | Jorge Pantoja                                                                       | [ 16 ] [ 7 ]        |  |
| Não ocorreram desfiles entre 2016 e 2019.                                           |                                                                                     |                                                                                     | |                                                                                     |                     |  |
| 2020                                                                                | Campeã                                                                              | Especial                                                                            | "Viagem à Terra do Nunca" (Samba-enredo composto por Professor Rogério, Silva Júnior, Bruno Sena e Adilan Bismarck)                                        |                                                                                     | [ 17 ] [ 18 ]       |  |
| Os desfiles do Carnaval 2021 e 2022 foram cancelados devido a pandemia de Covid-19. | Os desfiles do Carnaval 2021 e 2022 foram cancelados devido a pandemia de Covid-19. | Os desfiles do Carnaval 2021 e 2022 foram cancelados devido a pandemia de Covid-19. | Os desfiles do Carnaval 2021 e 2022 foram cancelados devido a pandemia de Covid-19.                                                                        | Os desfiles do Carnaval 2021 e 2022 foram cancelados devido a pandemia de Covid-19. | [ 19 ] [ 20 ]       |  |
| 2023                                                                                | Campeã                                                                              | Especial                                                                            | "Patrícia, da pátria caboca" (Samba-enredo composto por Claudio Russo e André Felix)                                                                       | Cid Carvalho                                                                        | [ 21 ] [ 22 ]       |  |
| 2024                                                                                | Campeã Empatada com Império do Povo                                                 | Especial                                                                            | "Nas águas do tempo mergulhei meu coração, sou Piratão além da imaginação" (Samba-enredo composto por Prof. Rogério Sena e Silva da VG)                    | Cid Carvalho                                                                        | [ 23 ] [ 24 ]       |  |
| 2025                                                                                |                                                                                     | Especial                                                                            | "A Realeza do Sertão: O Cordel Azul e Dourado de Quem Fez Desse Torrão o seu Reinado"                                                                      |                                                                                     | [ 25 ]              |  |

## Títulos
| Títulos | Títulos        | Títulos | Títulos | Títulos |
| ------- | -------------- | ------- | --- | ------- |
| Divisão | Divisão        | Títulos | Temporadas | Ref.    |
|         | Grupo Especial | 19      | 1987, 1988, 1989, 1990, 1991, 1993, 1994, 1997, 1998, 2000, 2001, 2002, 2004, 2006, 2009, 2015, 2020, 2023, 2024 |         |

## Decisão judicial garantiu título de Piratas da Batucada
1. 1 2 3 4 5 6 7  Gabriel Dias (15 de fevereiro de 2014). «'Piratão' comemora 40 anos de fundação na avenida do samba». G1. Consultado em 15 de fevereiro de 2014
2. ↑  Piratas da Batucada e Filhos da Fruta e Gula Gula são os campeões do carnaval amapaense[ligação inativa] Jornal do Dia, acessado em 27 de fevereiro de 2009
3. 1 2  «Piratas da Batucada e Jardim Felicidade vencem o carnaval 2009 de Macapá». Portal Amazônia. 25 de fevereiro de 2009. Consultado em 27 de fevereiro de 2009. Arquivado do original em 15 de julho de 2012
4. ↑  «Após confusão, todas as escolas de Macapá são declaradas campeãs». G1. Consultado em 21 de fevereiro de 2010
5. ↑  Alcinéa Cavalcante (12 de março de 2010). «Deu Piratão». Consultado em 23 de janeiro de 2011
6. ↑  Piratas da Batucada, a partir do site de Alcinéa Cavalcante (27 de abril de 2010). «Nota de esclarecimento do Piratão». Consultado em 23 de janeiro de 2011
7. 1 2  Santiago, Abinoan (18 de fevereiro de 2015). «Piratas da Batucada quebra jejum e vence carnaval 2015, no Amapá». G1. Consultado em 7 de março de 2015. Cópia arquivada em 2 de novembro de 2017
8. ↑  «Juíza decide que Piratão pode registrar em cartório resultado do pleito que elegeu Alex Pereira para presidência». Diário do Amapá. Consultado em 14 de fevereiro de 2024
9. 1 2
10. ↑  Cavalcante, Alcinéa (3 de setembro de 2023). «Amapá 80 anos – Biroba, o maquinista do Trem da Alegria». Alcinéa Cavalcante. Consultado em 16 de fevereiro de 2024. Cópia arquivada em 23 de setembro de 2023
11. ↑  Rodrigues, Luan (5 de fevereiro de 2024). «'Uma festa pulsante e do povo', reforça poeta e escritor sobre Carnaval do Amapá». Portal Governo do Amapá. Consultado em 16 de fevereiro de 2024. Cópia arquivada em 16 de fevereiro de 2024
12. 1 2  Cavalcante, Alcilene (15 de fevereiro de 2012). «Carnaval, uma parte da história». Repiquete no Meio do Mundo. Consultado em 16 de fevereiro de 2024. Cópia arquivada em 20 de abril de 2021
13. ↑  Tavares, Elton (5 de março de 2019). «Sobre os Reis Momos do Amapá e a história deste personagem». Blog de Rocha. Consultado em 16 de fevereiro de 2024. Cópia arquivada em 16 de fevereiro de 2024
14. ↑  Cavalcante, Alcilene (16 de janeiro de 2022). «Os melhores sambas de enredo de Piratas da Batucada já estão nas plataformas digitais de músicas». Repiquete no Meio do Mundo. Consultado em 16 de fevereiro de 2024. Cópia arquivada em 16 de janeiro de 2022
15. ↑  «Cantor amapaense faz Show na UFRR». Universidade Federal de Roraima. 20 de maio de 2008. Arquivado do original em 8 de junho de 2008
16. ↑  «Ouça e aprenda o samba de enredo da Piratas da Batucada». G1. 10 de fevereiro de 2015. Consultado em 14 de fevereiro de 2024. Cópia arquivada em 5 de abril de 2015
17. ↑  «Carnaval 2020: ouça e aprenda o samba-enredo da Piratas da Batucada». G1. Macapá. 24 de janeiro de 2020. Consultado em 14 de fevereiro de 2024. Cópia arquivada em 25 de janeiro de 2020
18. ↑  Coutinho, Caio; Pacheco, John (26 de fevereiro de 2020). «Piratas da Batucada conquista título do carnaval 2020 e leva o bicampeonato no Amapá». G1. Consultado em 1 de abril de 2020. Cópia arquivada em 27 de fevereiro de 2020
19. ↑  Figueiredo, Fabiana (9 de outubro de 2020). «Desfiles das escolas de samba do AP em 2021 são adiados para julho, em razão da pandemia». G1. Consultado em 14 de fevereiro de 2024. Cópia arquivada em 10 de fevereiro de 2021
20. ↑  Pennafort, Paulo; Vidigal, Victor (18 de janeiro de 2022). «Governo do AP cancela eventos públicos e privados de Carnaval e shows artísticos». G1. Consultado em 14 de fevereiro de 2024. Cópia arquivada em 18 de janeiro de 2022
21. ↑  Araújo, Luke (17 de fevereiro de 2023). «Enredos 2023: Piratas da Batucada celebra cantora amapaense em samba-enredo». G1. Macapá. Consultado em 14 de fevereiro de 2024. Cópia arquivada em 17 de fevereiro de 2023
22. ↑  Araújo, Luke (22 de fevereiro de 2023). «Campeã do Carnaval 2023: Piratas da Batucada conquista o tricampeonato no AP». G1. Macapá. Consultado em 14 de fevereiro de 2024. Cópia arquivada em 22 de fevereiro de 2023
23. ↑  Aleixo, Rafael; Pereira, Isadora (14 de fevereiro de 2024). «Carnaval 2024: Império do Povo e Piratas da Batucada empatam e dividem prêmio do grupo especial». G1. Consultado em 15 de fevereiro de 2024. Cópia arquivada em 15 de fevereiro de 2024
24. ↑  Aleixo, Rafael (3 de fevereiro de 2024). «Enredos 2024: Piratas da Batucada destaca o universo místico e lendário das águas e dos piratas». G1. Macapá. Consultado em 14 de fevereiro de 2024. Cópia arquivada em 3 de fevereiro de 2024
25. ↑  Santos, Gilvana (19 de junho de 2024). «Escolas de Samba apresentam temas de enredo à Liesap para o Carnaval 2025». Equinócio Play. Macapá. Consultado em 22 de julho de 2024. Cópia arquivada em 22 de julho de 2024